# M87 (天体)
座標:  12h 30m 49.42338s, +12° 23′ 28.0439″
M 87（NGC 4486、おとめ座A）は、おとめ座の方向にある楕円銀河である。おとめ座銀河団の中核をなす質量中心の1つであり、中心に太陽質量 (M☉) の65億倍もの質量を持つ超大質量ブラックホール (Super Massive Black Hole, SMBH) があることで知られ、そこから放出される強力なジェットが観測されている。

## 概要

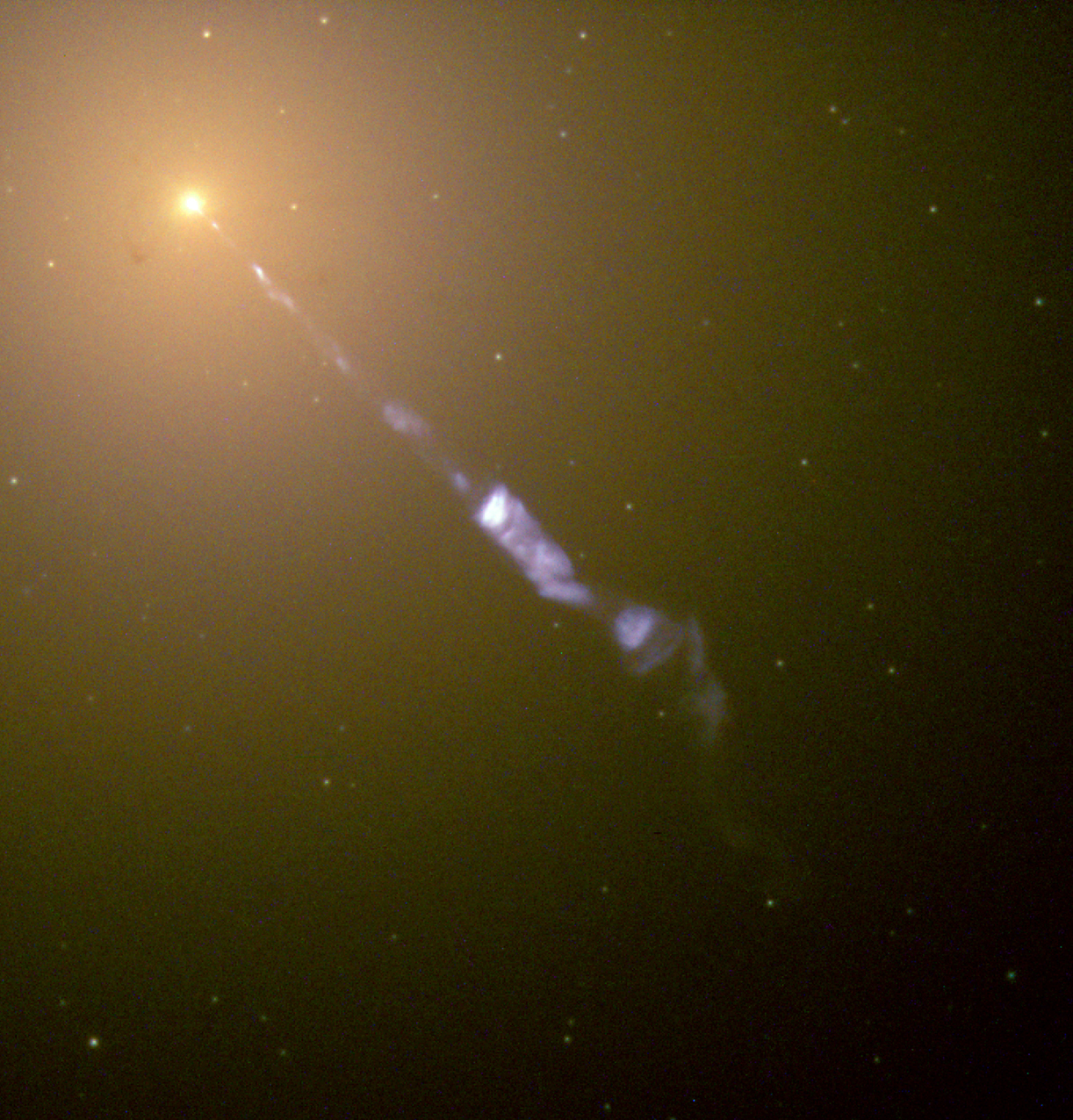
M87と中心からのジェット

口径6cmの望遠鏡でやっと丸い光のにじみに見える。口径10cmの望遠鏡では丸く、周辺がしだいに暗くなっている様子がわかる。口径20cmでもあまり変化はないが、南西に銀河NGC4478、NGC4479が見えてくる。南に明るい銀河のNGC4486Aがあるが、ほとんど恒星状にしか見えない。
天の川銀河と比較すると、直径は概ね同じだが、球に近い形状（タイプE0-1）をしているため、より多くの恒星を擁している。また、銀河を取り巻く球状星団も、天の川銀河の周囲が200個ほどであるのに対して15,000個にも上るものと考えられている。
1918年、ヒーバー・ダウスト・カーチスはこの銀河の中心から延びる宇宙ジェットを発見した。このジェットは口径の大きな望遠鏡であれば可視光でも確認することができる。M87の中心部から放出されているジェットの長さは7,000～8,000光年にも及ぶと推定されている。
周囲にはM86、M49などの楕円銀河を中心とする多数の銀河が集まっており、これらはおとめ座銀河団と総称されている。M87はこれらの銀河で質量が1桁大きく突出している。さらにこの銀河団は我々の天の川銀河を含む少なくとも100個の銀河グループに含まれ（おとめ座超銀河団）、そしてこれは新たに提唱されたラニアケア超銀河団においてグレートアトラクターとともにメンバーを構成する超銀河団の1つとされている。

## 超大質量ブラックホール

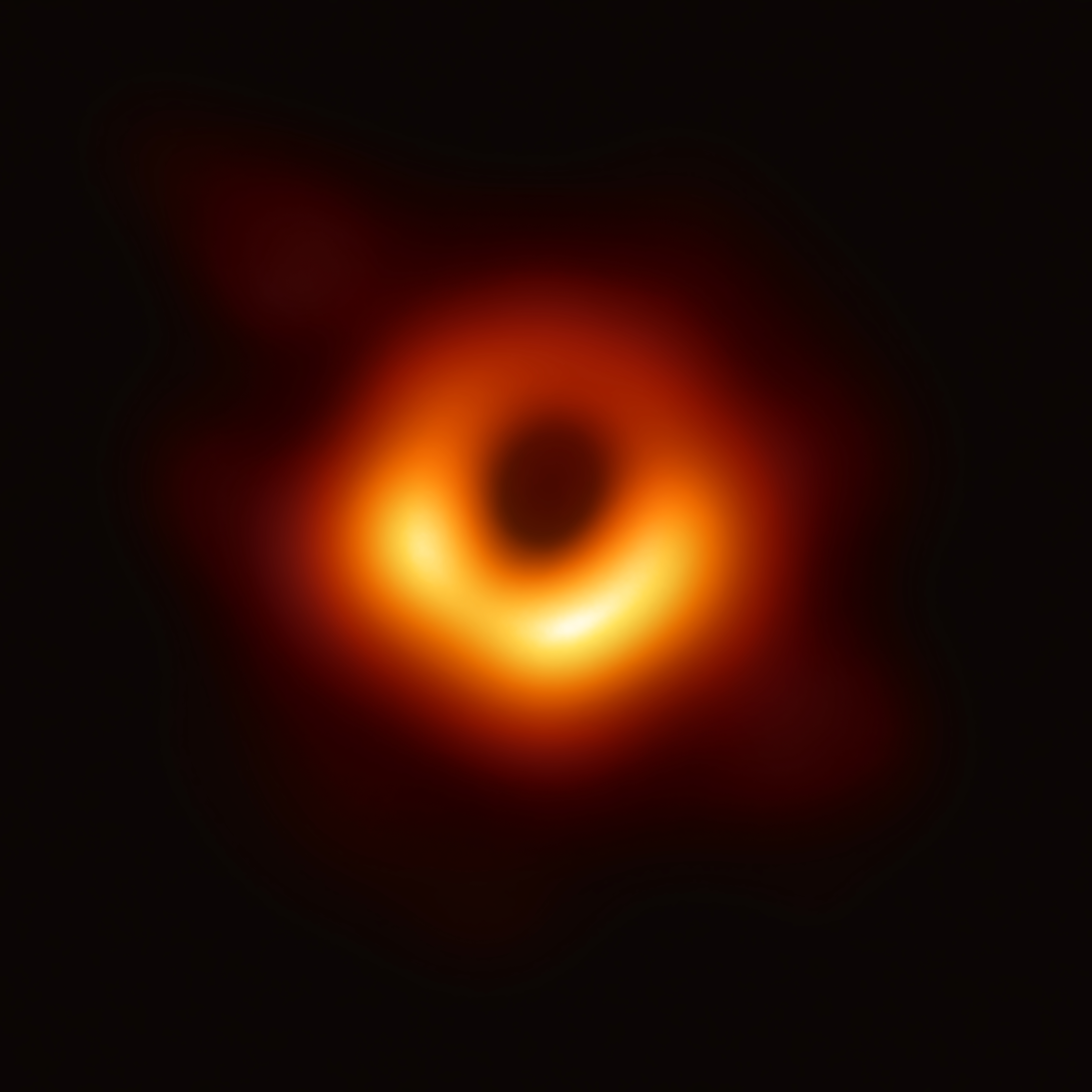
M87の中心部にある巨大ブラックホールを直接撮像した画像
(EHT Collaboration)

1947年に、おとめ座の領域に強い電波源が発見され、「おとめ座A (Virgo A)」と命名された。この電波源の正体は、発見当初よりM87と同定できると予想されていた。M87の中心には超大質量ブラックホールが存在しており、電波源の正体はこのブラックホールに由来する活動銀河核であると考えられている。
このブラックホールを直接観測しようと、超長基線電波干渉法（VLBI）を用いて地球サイズの口径を持つ仮想的な電波望遠鏡を構成しようとする国際協力プロジェクト「イベント・ホライズン・テレスコープ (EHT)」によって観測が進められた。2019年4月10日13時 (UTC) 、この EHT の研究成果についての記者会見が、日本・アメリカ・ベルギー・チリ・中国・台湾で同時に開催され、M87中心部にある超大質量ブラックホールの撮像が初めて公開された。この撮像で、ブラックホールの事象の地平面の周囲にあるとされた光子球と、直径約1,000億kmのブラックホールシャドウが確認されたと発表された。そしてブラックホール本体は超大質量の65億 M☉、事象の地平面の大きさが直径約400億 kmであるとされている。
EHTの研究成果公表後、この超大質量ブラックホールに、ハワイの創世神話「クムリポ」にちなむ「ポーヴェーヒー (Pōwehi)」なる名称がついたかのように伝えられた。しかしこれはハワイ大学のハワイ語研究者が提唱しただけのものであり、国際天文学連合によって正式に命名されたものではない。
2019年の発表後、EHTチームの公開したデータを世界各国の研究チームが再解析し、EHTチームと同様にリング状の画像を得ている。2022年6月には、EHTチームに参加していない三好真助教（国立天文台）らの研究グループによる「リング構造であるとする解析結果は誤りである」とする研究結果がアストロフィジカルジャーナル誌に掲載されたが、EHTチームは誤った理解に基づくものとして否定している。しかし三好らは、EHTチームの主張はいずれも主観的で根拠のないものであると、各論に対する具体的な指摘を付けて再反論している。

## 観測史
1781年3月18日にシャルル・メシエによって発見された。メシエはこの夜、球状星団M92と8つの銀河を発見している。
メシエは「星のない星雲。8等星に近い。M84、M86と同じくらいの明るさ」と記している。1864年にジョン・ハーシェルは「非常に明るく、かなり大きく丸い。中心部は急に明るくなりそこに核がある」と記した。ロス卿も同様な感想を記述している。